# 邁夫塔哈
邁夫塔哈（阿拉伯语：‎），是阿爾及利亞的城鎮，位於該國北部麥迪亞省，由布哈里堡區負責管轄，面積148平方公里，2008年人口5,908，人口密度每平方公里40人。